# Frank Lebœuf
Franck Alain James Lebœuf (* 22. Januar 1968 in Marseille, Département Bouches-du-Rhône) ist ein ehemaliger französischer Fußballspieler.

## Karriere
Der Abwehrspieler wurde im Jahre 1998 Weltmeister und 2000 Europameister mit der französischen Nationalmannschaft. Außerdem gewann er 2001 mit der Landesauswahl den Konföderationen-Pokal.
Lebœuf begann seine Profikarriere 1988 in Laval. 1990 bis 1996 spielte er bei Racing Straßburg, danach bis 2001 beim FC Chelsea. Bis 2003 bestritt Lebœuf Spiele für Olympique Marseille; anschließend wechselte er zum katarischen Verein Al-Sadd. Er spielte bis 2007 für Hollywood United.

## Privates
Frank Lebœuf ist geschieden und hat mit seiner Ex-Frau Betty zwei Söhne. In letzter Zeit ist er auch häufiger in Filmen, Unterhaltungssendungen und Theaterauftritten zu sehen. Im Film Taking Sides hatte er eine kleine Nebenrolle. Bei der im März 2010 gestarteten Reality-TV Sendung Koh-Lanta, le choc des héros auf TF1 trat Lebœuf als Kandidat an.

## Erfolge/Titel
In der Nationalmannschaft
- Weltmeister: 1998 (Frankreich)
- Europameister: 2000 (Frankreich)
- Erster Platz beim Konföderationen-Pokal: 2001 (Frankreich)

Im Verein
- UI-Cup: 1995 (Racing Straßburg)
- FA Cup: 1997, 2000 (FC Chelsea)
- Europapokal der Pokalsieger: 1998 (FC Chelsea)
- UEFA Super Cup: 1998 (FC Chelsea)
- League Cup: 1998 (FC Chelsea)
- FA Community Shield: 2000 (FC Chelsea)
- Qatar Stars League: 2004 (Sadd Sports Club)